# Sabrina Flores
Sabrina Inés Flores Grigoriu (née le 31 janvier 1996 à Livingston, New Jersey) est une joueuse de soccer américaine évoluant au poste de milieu de terrain pour le Séville FC.

## Biographie
Elle est née d'un père mexicain et d'une mère roumaine. Sabrina est la sœur-jumelle de Monica Flores.